# EniChem
 (avril 2014).
Si vous disposez d'ouvrages ou d'articles de référence ou si vous connaissez des sites web de qualité traitant du thème abordé ici, merci de compléter l'article en donnant les références utiles à sa vérifiabilité et en les liant à la section « Notes et références ».
EniChem SpA est la dénomination de la filiale de la société nationale italienne des hydrocarbures ENI SpA, spécialisée dans la chimie, créée en 1983.

## Histoire
Le groupe pétrolier italien Agip devenu ENI SpA a toujours possédé une société spécialisée dans la chimie lourde. D'abord comme une division spécialisée d'Agip, elle deviendra Anic en 1936 après que les sociétés Agip, Aipa et Montecatini décidèrent de regrouper leurs forces. Elle sera dénommée EniChimica après le rachat du groupe SIR-Rumianca. En 1983, elle prend le nom de EniChem.

### Origines
Pour comprendre l'évolution de la chimie italienne, il faut remonter à la période de l'après Seconde Guerre mondiale, à l'époque où Enrico Mattei, entrepreneur reconnu, homme politique et dirigeant d'entreprises publiques fut chargé de démanteler toute la société Agip, créée en 1925 par le régime fasciste de Mussolini. Désobéissant volontairement aux ordres reçus, en 1953 il crée l'ENI en lui apportant tous les actifs d'Agip. mattei relança la recherche pétrolière dans la plaine du Po et assura l'indépendance énergétique de l'Italie au grand dam du cartel des « sept sœurs », les compagnies pétrolières anglo-saxonnes qui voulaient dominer le monde.
La chimie italienne était, à cette époque, dominée par la société Montecatini, créée en 1888. En 1966, elle se regroupe avec la société Edison SpA créée en 1884 et qui fut la première entreprise d'électricité créée en Europe. La nationalisation du secteur en Italie privera Edison de ses activités principales et conduira à la fusion avec Montecatini pour former le puissant groupe Montedison, un grand spécialiste de la chimie fine.
L'ENI, créé en 1953, hérite des activités chimiques des groupes Agip et Anic et les regroupe dans une filiale, le groupe EniChimica. En 1983, sans doute pour suivre la mode des noms abrégés, EniChimica SpA devient EniChem SpA.

## Sociétés spécialisées du groupe EniChem
Le très large pannel des activités de production du groupe chimique ont conduit à la création de sociétés filiales indépendantes par secteur productif :
- EniChem Agricoltura : produits pour l'agriculture (engrais, ammoniac, etc.) ;
- Enichem Anic : pétrochimie primaire et produits chimiques (chlore - hydroxyde de sodium, éthylène, benzène, toluène, le dichloroéthane, etc.) ;
- EniChem Augusta : produits ménagers de nettoyage ;
- EniChem Elastomeri : élastomères (copolymères de styrène et buta-1,3-diène, polyoléfines et co-polyesters, etc.) ;
- EniChem Fibre : fibres synthétiques, produits intermédiaires pour les plastiques (acide téréphtalique, etc.) ;
- EniChem Polimeri : matières plastiques (polyéthylène, PVC, etc.) ;
- EniChem Synthesis : produits chimiques secondaires organiques et inorganiques secondaires (chlore-hydroxyde de sodium, tétrachlorure de carbone, DDT, acide chlorosulfurique, etc.) ;
- EniChem Tecnoresine : résines synthétiques.

L'industrie chimique commençait à connaître un déclin rapide en Europe, notamment en raison d'une sensibilité accrue envers les problèmes écologiques qui ont défrayé la chronique des années 1990.

### L'opération Enimont
Une première tentative consista à rationaliser les secteurs productifs de Montedison en opérant des échanges de sites industriels avec EniChem. La seconde tentative, beaucoup plus radicale fut, en 1988, la création d'Enimont, une fusion entre groupes égaux EniChem et Montedison, (40 % chacun) et les 20 % restants consacrés au flottant disponible sur les marchés boursiers. 
Liste des principales activités et sociétés regroupées dans Enimont
| Spécialités                       | EniChem                                                   | Montedison                                 |
| --------------------------------- | --------------------------------------------------------- | ------------------------------------------ |
| Chimie de base et intermédiaire   | EniChem Anic et filiales                                  | Montedipe et filiales                      |
| Chimie secondaire et fine         | EniChem Synthesis et filiales                             | Auschem, Ausind, ACNA, Vinavil             |
| Matériaux et matières plastiques  | EniChem Anic et filiales, EVC (50 %), EniChem Tecnoresine | Montedipe et filiales                      |
| Agriculture                       | EniChem Agricoltura et filiales                           | Agrimont et Conserv                        |
| Produits lessiviels               | EniChem Augusta et filiales                               | Ausidet                                    |
| Élastomères                       | EniChem Elastomeri et filiales                            | Dutral                                     |
| Fibres                            | EniChem Fibre et filiales                                 | Montefibre (59,49 %) et filiales           |
| Raffinage et produits aromatiques | Raffinerie sicilienne, Nurachem                           | Raffinerie et produits aromatiques de SELM |
| Recherche                         | -                                                         | Istituto Guido Donegani                    |
| Santé et divers                   | Sclavo, Bellico, Boston, Alta, Sinel et autres sociétés   | Sefimont, Sime, Segem                      |

La nouvelle société n'a survécu que peu de temps. En 1990, Raul Gardini tente de racheter les 20 % d'actions cotées en bourse ce qui a immédiatement conduit à la rupture des relations par Eni. L'affaire prenant un tournant judiciaire dont l'issue ne pouvait qu'être en sa défaveur, il vend sa part de 40 % de Montedison à Eni, comme le prévoyaient les clauses du contrat. Montedison, le conglomérat géant privé fut donc amputé de la quasi-totalité du secteur industriel qui avait fait son essor, l'industrie chimique. Le scandale Enimont donna lieu à un procès retentissant en Italie, ce fut le premier de ce qui sera baptisé mani pulite (mains propres). Quelques mois plus tard, le 23 juillet 1993, Raul Gardini se suicida.
À la suite de ce procès, EniChem se retrouva officiellement le seul propriétaire de tous les sites industriels Montedison.
Le groupe Montedison était devenu une société holding qui contrôlait plusieurs sociétés dans le secteur de l'alimentation et de l'énergie (électricité et gaz). Montedison regroupa le secteur énergie dans sa filiale Edison, la plus vieille société en Europe du secteur, créée en 1884 à Milan.

### Le plan de réorganisation
Au début des années 1990, le concept économique à la mode était la privatisation à tout va. EniChem présenta en 1991 un plan de restructuration, soutenu par les gouvernements italiens qui se sont succédé entre 1990 et 1994, sous la pression de la Commission européenne. Le but premier était de redresser les finances de cet empire de la chimie par :
- le renforcement de la production concernant l'éthylène, les matières plastiques et le  caoutchouc ;
- la cession des sociétés spécialisées dans la chimie secondaire et fine, ainsi que des fibres synthétiques, produites par les filiales EniChem Synthesis, EniChem Augusta et EniChem Fibre.

Pour être cotée en bourse, EniChem devait poursuivre l'assainissement de ses finances. En 1998, le gouvernement italien avait nommé à la tête du géant pétrochimique, un manageur de choc, présent dans le groupe depuis 1957, Vittorio Mincato. Sans aucune hésitation qui réduit le nombre de salariés et vend un certain nombre de sites industriels de production à des opérateurs privés, souvent étrangers. Par exemple, l'activité production d'engrais a été achetée par Norsk Hydro, qui est devenu un géant norvégien détenant quasiment un monopole dans ce secteur en Europe. Comme mentionné, tous les sites EniChem Synthesis et EniChem Augusta spécialisés dans la chimie secondaire et fine ont été vendus au début des années 1990 à des entreprises étrangères, faisant perdre au groupe italien un chiffre d'affaires important et des productions exclusives dont il était le leader incontesté.

### De EniChem à Versalis
Après avoir cédé une grande partie de son potentiel industriel, EniChem a réussi à conserver les secteurs de référence où il excelle :
- chimie de base ;
- polymères, avec sa filiale Polimeri Europa ;
- styrènes ;
- élastomères ;
- biotechnologies.

Le 1er janvier 1996, le groupe EniChem SpA est devenu EniChem Società di Participazioni Srl - EniChem Investments Sarl ; le 1er janvier 1999, EniChem abandonne le nom Eni en fusionnant avec sa filiale Polimeri Europa renommée Versalis SpA en 2012.
En 2011, Eni et Novamont ont créé la société Matrica pour développer la chimie verte.